# Трахелоспермум жасминовидный
Трахелоспермум жасминовидный (лат. Trachelospermum jasminoides) — многолетняя вечнозеленая лиана, ботанический вид рода Трахелоспермум семейства Кутровые. Благодаря обильному продолжительному цветению и выраженному аромату широко выращивается в качестве декоративного растения открытого грунта и в горшочной культуре. Часто встречается под тривиальным названием «звездчатый жасмин», хотя к представителям рода жасмин не имеет никакого отношения.

## Название
Научное латинское родовое название Trachelospermum образовано от корней др.-греч. τράχηλος (trákhālos — «шея») и др.-греч. σπέρμα (spérma — «семя») и дано по D-образной форме семян, имеющих асимметричную выпуклость в форме гортани или зоба. Русскоязычное название является транскрипцией латинского.
Видовой эпитет jasminoides образован от названия рода цветковых растений лат. Jasminum (жасмин) и cуффикса лат. -oides («подобный») и дан за схожесть внешнего вида и аромата цветков с настоящим жасмином. Русскоязычное название является переводом латинского.
Тривиальное название звездчатый жасмин (перевод с англ. "star jasmine") часто встречается в литературе и интернет-источниках, хотя и является неправильным, так как растение не имеет никакого отношения к настоящему жасмину из семейства Маслиновые, за исключением внешнего сходства. Отличительной чертой трахелоспермума являются загнутые книзу боковые края отогнутой части лепестков.

## Ботаническое описание[5]
Многолетние вечнозеленые одревесневающие лианы длиной до 10 м. Стебель коричневатый, чешуйчатый. Молодые побеги опушенные, со временем становятся голыми.
Черешки листьев 3-12 мм длиной. Листовая пластинка от овальной до яйцевидной или узкоэллиптической формы, 2-10 х 1-4,5 см, тонкая, гладкая или иногда слегка опушенная с нижней (абаксиальной) стороны.
Соцветия метельчатые, верхушечные и пазушные. Цветоножка 2-6 см, опушенная или голая. Доли чашечки удлиненные, 2-5 мм, прилежащие или отогнутые, опушенные с внешней стороны, реснитчатые, кончик заостренный или округлый. Венчик белый, трубка расширенная в средней части, 5-10 мм, «глазок» голый или с волосками, обращенными к тычинкам. Отогнутые доли обратнояйцевидные, по длине равны трубке. Тычинки внутри трубки, крепятся к средней её части. Завязи голые.
Плоды линейные 10-25 см х 3-10 мм. Семена продолговатые, 1,5-2 см, хохолок 1,5-4 см. В естественных условиях цветет с марта по август, созревание плодов с июня по декабрь.
Хромосомное число 2n=20.

## Распространение и экология
Природный ареал охватывает субтропические регионы Азии — центральную и юго-восточную часть Китая, Тибет и острова Хайнань, Японию, Корею, Тайвань, Вьетнам. Интродуцирован в штате Арканзас (США).

## Значение и применение

### В традиционной медицине
В ходе изучения химического состава представителей рода Трахелоспермум было выделено более 130 соединений, среди которых разнообразные лигнаны, тритерпеноиды, флавоноиды, алкалоиды и др.
Лекарственные свойства растения были впервые описаны более тысячи лет назад в китайском трактате о лекарственных растениях времен империи Хань. В традиционной медицине отвар использовался для лечения ревматизма, гонита (воспаление коленного сустава), болей спины, фарингита и гематом. Современные исследования подтверждают противовоспалительные и болеутояющие, противоопухолевые и противовирусных свойства, а также антибактериальную, желудочно-кишечную и антиоксидантную активность препаратов трахелоспермума жасминовидного.

### В цветоводстве открытого грунта
Популярный вид для вертикального озеленения в достаточно теплых регионах (зоны морозостойкости USDA 8-10, некоторые культивары до 7b), а также в качестве почвопокровного растения. В более холодных областях может выращиваться как контейнерная культура с зимовкой в помещении, либо как незимующий однолетник. Оптимальные расположение — в полутени. Грунт — хорошо дренированные суглинки.

### В комнатном цветоводстве
Широко используется в оранжереях, зимних садах и квартирах, выращивается на опорах или в ампельной форме. Предпочитает южную экспозицию с притенением от прямых солнечных лучей в жаркие дни. Зимнее содержание при температуре 13-18℃. Рекомендуемый состав земляной смеси — дерновая, перегнойная и песок (2:2:1). Весной перед началом активного роста производят формирующую обрезку и прищипку. Размножается черенками весной и летом.

### Культивары
- Пестролистные
  - 'Variegatum' («Вариегатум», в пер. с лат. «Пестрый») — средней высоты вечнозеленая лиана со вьющимися побегами и блестящими овальными листьями с кремово-белыми мазками и штриховкой, розовеющими при низких температурах. Ароматные белые цветки 2,5 см в диаметре со временем приобретают кремовую окраску[10].
  - 'Sunlover' («Санлавер», в пер. с англ. «Любитель Солнца») — запатентованное наименование (патент США USPP20360P2 2009 г.) случайной мутации сорта «Вариегатум», отобранной в 2000 году в Голландии. Характеризуется пестрой листвой с лимонно-желтыми участками, занимающими площадь до половины, а то и больше (иногда полностью), всего листа. Сорт также имеет компактные размеры и прочные побеги с вертикальным характером роста[11][12].
  - 'Tricolor' («Триколор», в пер. с англ. «Трехцветный») — ещё один сорт с пестрой листвой. Молодые листья имеют кремовую и нежно-розовую окраску, с возрастом становятся темно-зелеными с белым крапом и приобретают красный тон в холодный период. Цветки белые, аромат сильный[13].
- Декоративноцветущие с белыми и кремовыми цветками
  - 'Waterwheel'(«Вотервил», в пер. с англ. «Водяное колесо») — вечнозеленая лиана с узкими, темно-зелеными листьями, напоминающими ивовые. Контрастные прожилки на листьях серебристой окраски. Весной листья окрашиваются в бронзовые тона, могут становиться темно-красными или коричнево-фиолетовыми при низких температурах. Мелкие белые звездчатые цветки с сильным ароматом появляются в середине и второй половине лета, хотя цветение может быть не слишком обильным[14].
  - 'Star of Toscana' («Стар ов Тоскана», в пер. с англ. «Звезда Тосканы»), зарегистрированное именование 'Selbra' — одревесневающая вечнозеленая лиана до 9 м длиной с зауженно овальными, блестящими зелеными листьями, часто приобретающими бронзовую окраску при пониженных температурах. Соцветия с ароматными звездчатыми цветками кремовой окраски с более темным жёлтым центром появляются в течение лета[15].
  - 'Madison' («Мэдисон») — сорт со стандартными декоративными характеристиками, но повышенной холодостойкостью. Заявлен как подходящий для зон морозостойкости 7b-10, то есть регионов с разовым понижением температур до −15 °C, тогда как выращивание других сортов ограничено зоной 8 с температурами до −12 °C (длящиеся понижения не ниже −6 °C)[16]. Сорт удостоен золотой медали штата Джорджия (США) в 2007 году[17].
  - 'Japonicum' («Японикум»), син. «Majus» («Майус»), также Trachelospermum jasminoides var. pubescens 'Japonicum' (Трахелоспермум жасминовидный разн. опушенный «Японикум», — быстрорастущая вечнозеленая лиана с длиной побегов 9 м и более, с крупными темно-зелеными овальными листьями до 12 см длиной, окрашивающимися в бронзово-пурпурные тона в холодный период. Соцветия с белыми цветками 2,5 см. в диаметре, аромат сильно выраженный[18].
  - 'Wilsonii' («Вильсона»), син. 'Wilsonii True' («Вильсона Тру») — крупный сорт с ланцетовидными, блестящими, часто имеющими бронзовый оттенок темно-зелеными листьями с серебристой центральной жилкой. В холодный период листья окрашиваются в карминно-красный цвет. Цветки белые, ароматные, собраны в соцветия[19].
- Декоративноцветущие с розовыми цветками
  - 'Pink Showers' («Пинк Шауэрз», в пер. с англ. «Розовый Ливень») — сорт с выраженной нежно-розовой окраской лепестков, которая приобретает большую интенсивность в прохладных условиях. Листья овальные, темно-зеленые, блестящие, до 5 см длиной[20][21].
  - 'Star or Sicily' («Стар ов Сисили», в пер. с англ. «Звезда Сицилии») — среднерослый сорт, достигающий высоты 6 м, листья овальные, темно-зеленые, блестящие, длиной 2,5 см. Цветки с густым ароматом, окраска лепестков нежно-розовая[22].

## Классификация

### Таксономическое положение[23]
Trachelospermum jasminoides (Lindl.) Lem., 1851, Jard. Fleur. 1: t. 61
Вид Трахелоспермум жасминовидный относится к роду Трахелоспермум (Trachelospermum) семейства Кутровые (Apocynaceae) порядка Горечавкоцветные (Gentianales). Кладограмма в соответствии с Системой APG IV:
|  |                                      |  |                                   |                                   |                    |  | ещё 4 семейств | ещё 4 семейств |                              |  |  |  | еще 8 подтвержденных видов и 11 таксонов, ожидающих подтверждения |
|  |                                      |  |                                   |                                   |                    |  | ещё 4 семейств | ещё 4 семейств |                              |  |  |  | еще 8 подтвержденных видов и 11 таксонов, ожидающих подтверждения |
|  |                                      |  |                                   | порядок Горечавкоцветные          |                    |  |                |                | род Трахелоспермум           |  |  |  |                                                                   |
|  |                                      |  |                                   | порядок Горечавкоцветные          |                    |  |                |                | род Трахелоспермум           |  |  |  |                                                                   |
|  | отдел Цветковые, или Покрытосеменные |  |                                   |                                   | семейство Кутровые |  |                |                | трахелоспермум жасминовидный |  |  |  |                                                                   |
|  | отдел Цветковые, или Покрытосеменные |  |                                   |                                   | семейство Кутровые |  |                |                |                              |  |  |  |                                                                   |
|  |                                      |  | ещё 63 порядка цветковых растений | ещё 63 порядка цветковых растений |                    |  |                | ещё 380 родов  | ещё 380 родов                |  |  |  |                                                                   |
|  |                                      |  |                                   | ещё 63 порядка цветковых растений |                    |  |                |                | ещё 380 родов                |  |  |  |                                                                   |

### Синонимы[23]
- Nerium divaricatum Thunb.
- Parechites adnascens Hance
- Parechites thunbergii A.Gray
- Rhynchospermum jasminoides Lindl.
- Trachelospermum adnascens Hance
- Trachelospermum divaricatum Kanitz
- Trachelospermum jasminoides var. heterophyllum Tsiang
- Trachelospermum jasminoides var. jasminoides
- Trachelospermum jasminoides var. pubescens Makino
- Trachelospermum jasminoides var. variegatum W.T.Mill